# Élections européennes de 1979 au Luxembourg
Les élections européennes de 1979, les premières au suffrage universel direct, se déroulent du 7 au 10 juin 1979 selon les pays, et le dimanche 10 au Luxembourg.
Avec un taux de 88,9 %, la participation est largement supérieure à la participation moyenne dans la Communauté économique européenne (61,9 %).

## Mode de scrutin
Les six eurodéputés luxembourgeois sont élus au suffrage universel direct dans une circonscription unique à l’échelle du pays. L'élection se tient au scrutin proportionnel pour départager les listes de six candidats présentées par les partis. Les électeurs peuvent soit voter pour les six candidats d'une liste, soit panacher les bulletins de vote pour sélectionner six candidats de différentes listes. 
Chaque partie se voit ensuite attribuer un nombre de sièges proportionnel au nombre total de suffrages exprimés pour ses candidats, les sièges étant alors attribués aux candidats de ce parti ayant obtenu le plus de voix.

## Résultats
| Parti | Parti                            | Voix    | %     | Sièges | Groupe au PE |
| ----- | -------------------------------- | ------- | ----- | ------ | ------------ |
|       | Parti populaire chrétien-social  | 352 296 | 36,12 | 3      | PPE          |
|       | Parti démocratique               | 274 307 | 28,12 | 2      | LD           |
|       | Parti ouvrier socialiste         | 211 106 | 21,64 | 1      | SOC          |
|       | Parti social-démocrate           | 68 289  | 7,00  | 0      |              |
|       | Parti communiste luxembourgeois  | 48 813  | 5,00  | 0      |              |
|       | Liste alternative                | 9 485   | 1,01  | 0      |              |
|       | Parti libéral                    | 5 610   | 0,58  | 0      |              |
|       | Parti socialiste révolutionnaire | 5 085   | 0,52  | 0      |              |